# Crawford (Nueva York)
Crawford es un pueblo ubicado en el condado de Orange en el estado estadounidense de Nueva York. En el año 2000 tenía una población de 7,875 habitantes y una densidad poblacional de 75.8 personas por km².

## Geografía
Crawford se encuentra ubicado en las coordenadas 41°39′20″N 74°19′42″O / 41.65556, -74.32833. Según la Oficina del Censo, la ciudad tiene un área total de 104 km² (40,2 mi²), de la cual 104,9 km² (40,5 mi²) es tierra y 0,1 km² (0 mi²) (0.10%) es agua.

## Demografía
Según la Oficina del Censo en 2000 los ingresos medios por hogar en la localidad eran de $57,063, y los ingresos medios por familia eran $63,722. Los hombres tenían unos ingresos medios de $42,200 frente a los $30,763 para las mujeres. La renta per cápita para la localidad era de $21,614. Alrededor del 4.0% de la población estaban por debajo del umbral de pobreza.